# 번영을 위한 미국인들
번영을 위한 미국인들(Americans for Prosperity), 약칭 AFP는 2004년 창립된 미국의 극우 정치 단체이다. 같은 극우 성향의 티 파티와 긴밀한 관계를 맺고 있다. 현 회장은 팀 필립스이다.